# Ferdinand Rieder
Ferdinand Rieder (* 1947) ist ein österreichischer Comic-, Kabarett-, Radio- und TV-Autor. Er lebt und arbeitet in Tulln an der Donau, Niederösterreich.

## Biografie
Matura 1966 im BRG Wien 12, anschließend Lehramtsstudium und Tätigkeit als HS-Lehrer für Deutsch und Geographie. Daneben zahlreiche Arbeiten als Co-Autor mit Fritz Schindlecker, eigenständige Werke hauptsächlich im Bereich Zeitungscomics.

## Werk

### Als Comicautor
- „Columbus“

Kronen Zeitung von 1979–1988 (täglich) Zeichner: bis 1982 Norbert Kienbeck,
1982 bis 1988 Werner Kellner.
Columbus in der „Ganzen Woche“ von September 1988 bis 1990
6 Columbus Sammelbände erschienen im „Krone Verlag“ (Columbus I – VI),
ein (siebenter) Sammelband erschienen im Verlag Überreuther.
3 Hefte im Piccoloformat, Herausgeber Klaus Windisch.
Zweitverwertung durch Bulls Pressedienst
Schweiz: Berner Zeitung, Luzerner Zeitung, Glarner Nachrichten
Deutschland: Junge Zeit München, Holsteinscher Courier, Deutscher 
Supplement Verlag Nürnberg
Österreich: Arbeiter Zeitung (bis zur vorletzten Nummer am 30. Oktober 1991)
- „Supermarkt-Man“

Kundenzeitschrift „Hits des Monats“ (Herausgeber Lance Lumsden, Zeichner: Werner Kellner)
Comic-Heft als Programm für die Fantasyposse „Aufruhr in Krampanien“
(Im Auftrag des Theaters in der Josefstadt, Zeichner: Karl Sendlbeck) 
- „Bernd und Berni“

„Arbö Klubjournal“ 1991  
- „Max der Masseur“

„Ganze Woche“ (1990 bis 1993)
„Kurier“ (WM-Beilage 1994)
- „Roderich der Umweltrabe“

„Täglich Alles“ (April bis Dezember 1992)
- „Roderich der Ombudsrabe“

„Arbeiter Zeitung“ (1989/1990)
- „Zeugwart Toni“

„Kronen Zeitung“ (1994 bis 2009)
- „Rudi Rüstig“

„Kronen Zeitung“, wöchentliche Beilage „Zeit zum  Leben“  (2001) 
- „Udo“

„U-Express“ (Gratiszeitung, Vorläufer von „Heute“, täglich von 2001 bis 2004)
- „Lois“

„Österreichische Bauernzeitung“ (wöchentlich von 1991 bis 2021)
Alle Comics (von „Bernd und Berni“ bis „Lois“) gezeichnet von Karl Sendlbeck.
- „Bennys Bar“

„Wiener“ (monatlich, 1997 bis 1998, Zeichner: Peter Friedrich)
- „Theo und Vicky“

„TV-Media“ (2011 bis 2012, Zeichner: Helmut Kilian)
- „Julia, die Heldin von Dürnstein“ (2014 Verlag Berger, erscheint in neun Sprachen, Illustrationen: Helmut Kilian)
- „Lachen mit Lois“ (2016 Cadmos Verlag, Sammelband mit Lois Comics aus 25 Jahren, Zeichner: Karl Sendlbeck)

- „10 Punkte für Uganda“ (Graphic Novel über die Vorgänge im Ort Unterolberndorf im Jahr 1985, als im Gasthaus zum „Grünen Jäger“ ugandische Freiheitskämpfer den Umsturz planten. Zeichner: Ronald Putzker, erschienen 2022 im „Vermes Verlag“)

### Als Kabarettautor
- Erwin Steinhauer

Beiträge für das Programm „Auf der Schaufel“ (1989, mit Erika Molny, Fritz 
Schindlecker und Wolfgang Teuschl)
- Kabarett Simpl

Sketches für Martin Flossmann (1992: „Bulli packt aus“) und Michael Niavarani 
(1993:„100 Jahre Ketchup“)
Texte für „Arche Noah Luxusklasse“ (2019)
Texte für „Die Krone der Erschöpfung“ (Simpl im „Theater im Park“ 2021)
Texte für „Des Bullis Kern“ (2023)
- Steinböck und Rudle

Von 1993 bis 1996 Mitarbeit an den Programmen „Butterkipferl“, „Solo“, „Salzstangerl“ von Herbert Steinböck und Gerold Rudle

### Als Autor für Radioproduktionen
- „Guglhupf“

1992/93: Radiokabarett auf Ö1 mit Lore Krainer, Kurt Sobotka, Herbert Prikopa….
- „Mad Matt Schuh Show“

Als Gagwriter für Matthias Schuh (Ö3, 1993 bis 1997)
Beiträge für die „Matt Schuh Morgenshow“
„Antenne Austria“ 1998
- „Jean Paul und Püp“

„ Bauchredner und Puppe“ (Steinböck und Rudle) 1998 bis 2000 im Ö3 Wecker 
„Jean Paul und Püp“ CD (1999)

### Als Autor für Fernsehproduktionen
- „Wer lacht gewinnt“

Mit Michael Niavarani und Ossy Kolmann (1991: Sketches für Josie Prokopetz 
und Roberto Blanco)
- „Comedy Express“ (1991)
- „Aufruhr in Krampanien“ (Zweiteilige Aufzeichnung aus dem Rabenhof im

Dezember 1991)
- „Aufgerollt“

Filmmagazin, Texte für Präsentatorin Anja Kruse (1992)
- „Der Weissentaler“

Dreizehnteilige Sitcom (1993), gemeinsam mit Fritz Schindlecker, Regie: Erwin  
Steinhauer, Darsteller: Fritz Karl, Marion Mitterhammer, Heinz Petters…
- „Montagskipferl“

Comedy-Serie mit Steinböck und Rudle auf Premiere Austria (2003)
- „Dorfers Donnerstalk“

Texte für den Stand up Comedy Bereich von 2007 bis 2010
- „Burgenland ist überall“

Mitarbeit an der neunteiligen Serie mit Thomas Stipsits, Klaus Eckel, Pepi Hopf…
- Peter Kliens „Gute Nacht Österreich“

Gagwriter seit Herbst 2019

### Als Dramatiker
- „Aufruhr in Krampanien“

„Fantasyposse“ mit Gesang. Gemeinsam mit Fritz Schindlecker für das Theater   
in der Josefstadt unter Direktor Otto Schenk. Musik: Arthur Lauber, Regie: 
Ludwig Kaschke, Spielort: Josefstadt Dependance Rabenhof (1990)